# Kostiantyn Serhijczuk
Kostiantyn Jakowycz Serhijczuk, ukr. Костянтин Якович Сергійчук (ros. Константин Яковлевич Сергейчук / Konstantin Jakowlewicz Siergiejczuk, ur. 5 lutego 1906 w Kijowie, zm. 22 marca 1971 w Moskwie) – radziecki polityk pochodzenia ukraińskiego, ludowy komisarz/minister łączności ZSRR (1944-1948).
Ukrainiec, 1922-1926 uczeń kijowskiego technikum kolejowego, 1926-1928 elektromechanik w Symferopolu, 1928-1930 studiował w Kijowskim Instytucie Energetycznym. Od lutego 1930 inżynier i zastępca szefa wydziału łączności w Odessie, pracownik łączności Kolei Południowo-Zachodniej w Odessie i Kijowie. Od września 1938 pracownik naukowy Leningradzkiego Instytutu Łączności, od 1939 w WKP(b), w lipcu-sierpniu 1939 szef Głównej Inspekcji Ludowego Komisariatu Łączności ZSRR, od sierpnia 1939 I zastępca ludowego komisarza, a od czerwca 1944 do marca 1948 ludowy komisarz/minister łączności ZSRR. Od września 1948 dyrektor Instytutu Naukowo-Badawczego Przemysłu Kablowego Ministerstwa Przemysłu Elektrycznego ZSRR, od marca 1953 ponownie I zastępca ministra łączności ZSRR, od grudnia 1970 na emeryturze. Deputowany do Rady Najwyższej ZSRR 2 kadencji. Pochowany na Cmentarzu Nowodziewiczym.

## Odznaczenia
- Order Lenina
- Order Wojny Ojczyźnianej I klasy
- Order Czerwonego Sztandaru Pracy (dwukrotnie)